# Plusminuszeichen
| ± ∓                      | ± ∓                   |
| Mathematische Zeichen    | Mathematische Zeichen |
| Arithmetik               | Arithmetik            |
| ------------------------ | --------------------- |
| Pluszeichen              | +                     |
| Minuszeichen             | −, ⁒                  |
| Malzeichen               | ⋅, ×                  |
| Geteiltzeichen           | :, ÷, /               |
| Plusminuszeichen         | ±, ∓                  |
| Vergleichszeichen        | <, ≤, =, ≥, >         |
| Wurzelzeichen            | √                     |
| Prozentzeichen           | %                     |
| Analysis                 |                       |
| Summenzeichen            | Σ                     |
| Produktzeichen           | Π                     |
| Differenzzeichen, Nabla  | ∆, ∇                  |
| Prime                    | ′                     |
| Partielles Differential  | ∂                     |
| Integralzeichen          | ∫                     |
| Verkettungszeichen       | ∘                     |
| Unendlichzeichen         | ∞                     |
| Geometrie                |                       |
| Winkelzeichen            | ∠, ∡, ∢, ∟            |
| Senkrecht, Parallel      | ⊥, ∥                  |
| Dreieck, Viereck         | △, □                  |
| Durchmesserzeichen       | ⌀                     |
| Mengenlehre              |                       |
| Vereinigung, Schnitt     | ∪, ∩                  |
| Differenz, Komplement    | ∖, ∁                  |
| Elementzeichen           | ∈                     |
| Teilmenge, Obermenge     | ⊂, ⊆, ⊇, ⊃            |
| Leere Menge              | ∅                     |
| Logik                    |                       |
| Folgepfeil               | ⇒, ⇔, ⇐               |
| Allquantor               | ∀                     |
| Existenzquantor          | ∃                     |
| Konjunktion, Disjunktion | ∧, ∨                  |
| Negationszeichen         | ¬                     |

Das Plusminuszeichen (±)  und das Minuspluszeichen (∓) sind Zeichen aus der Mathematik. Mit ihnen kann zum einen ausgedrückt werden, dass ein Term in einem mathematischen Ausdruck sowohl positiv als auch negativ sein kann (so bedeutet „±5“, dass die betrachtete Zahl +5 oder −5 sein kann). Zum anderen kann mit dem einer Zahl vorangestellten Plusminuszeichen der gesamte von dem positiven und negativen Wert der Zahl eingeschlossenen Zahlenbereich bezeichnet werden (so bezeichnet „±5“ den Bereich von −5 bis +5 einschließlich dieser Werte selbst).

## Typografie
Das Plusminuszeichen besteht zumeist aus der unveränderten Form des Pluszeichens aus der gleichen Schriftart mit einem darunter angeordneten Minuszeichen, das die gleiche Form hat wie der waagerechte Balken des Pluszeichens. Zumeist wird zwischen den Bestandteilen ein Abstand gelassen, der geringer als die Strichstärke ist; es finden sich auch Formen, bei der sich die Bestandteile berühren. Beim Minuspluszeichen wird das Minuszeichen in gleicher Weise über dem Pluszeichen angeordnet. Die vertikale Lage der Zeichen im typografischen Liniensystem ist uneinheitlich.

Pluszeichen, Plusminuszeichen und (sofern vorhanden) Minuspluszeichen in den Schriftarten Arial, Times New Roman, Cambria Math, Linux Libertine, Adobe Garamond, Everson Mono und Andron Mega Corpus, zusammen mit „i“/„I“ zur Markierung der x- bzw. Versalhöhe

## Verwendung

### Technik und Kaufmannswesen
In der Technik bezeichnet das Plusminuszeichen Unsicherheiten oder Toleranzen. Beispielsweise bedeutet „5 cm ± 0,05 cm“, dass die tatsächliche Länge zwischen den Werten 4,95 cm und 5,05 cm liegen darf. Die Schreibweise in Bezug auf Zeichenabstand ist uneinheitlich; erfolgt also eventuell auch ohne Abstand danach, eine idente Maßeinheit muss nicht wiederholt werden, oft wird das Maß und die Abweichung mit gleich vielen Nachkommastellen (Genauigkeit) geschrieben: „15,00 ±0,05 cm“ oder „15,00 ± 0,05 cm“. Auf Plänen mit angeführter einheitlicher Maßeinheit kann die Maßeinheit wegfallen: „Maße in mm. ... 304,80 ±6,35“.
Ähnlich kann im Kaufmannswesen ausgedrückt werden, dass eine Sache mit einem Mangel behaftet ist, wenn der Wert einer messbaren Größe (z. B. Länge, Gewicht) außerhalb des so angegebenen Bereiches liegt.

### Mathematik

#### Formelsammlungen
Oft werden die beiden Zeichen in Formelsammlungen genutzt, um zwei ähnliche Formeln platzsparend zusammenzufassen. Dies wird hier am Beispiel der Formeln aus den Additionstheoremen der Trigonometrie verdeutlicht. In Kompaktschreibweise lauten die zwei Formeln
{\displaystyle \sin(x\pm y)=\sin x\;\cos y\pm \sin y\;\cos x.}
Auf beiden Seiten ist entweder das obere Zeichen (+) oder das untere Zeichen (−) zu wählen. Dies bedeutet, dass bei Addition von {\displaystyle x} und {\displaystyle y} auf der linken Seite auch auf der rechten Seite addiert werden muss. Subtrahiert man {\displaystyle x} und {\displaystyle y}, so wird auf der rechten Seite ebenfalls subtrahiert. Die Kompaktschreibweise enthält also die beiden Gleichungen
{\displaystyle \sin(x+y)=\sin x\;\cos y+\sin y\;\cos x}
und
{\displaystyle \sin(x-y)=\sin x\;\cos y-\sin y\;\cos x.}
Der Ausdruck
{\displaystyle \cos(x\pm y)=\cos y\;\cos x\mp \sin x\;\sin y}
bedeutet dagegen, dass bei Addition von {\displaystyle x} und {\displaystyle y} auf der rechten Seite subtrahiert werden muss und dass bei Subtraktion von {\displaystyle x} und {\displaystyle y} auf der rechten Seite addiert werden muss. Es handelt sich also um eine Zusammenfassung der beiden Gleichungen
{\displaystyle \cos(x+y)=\cos y\;\cos x-\sin x\;\sin y}
und
{\displaystyle \cos(x-y)=\cos y\;\cos x+\sin x\;\sin y}.

#### Radizieren
Häufige Anwendung findet das Plusminuszeichen beim Radizieren (Ziehen der Wurzel). Weil zum Beispiel sowohl {\displaystyle (-2)^{2}=4} ist, als auch {\displaystyle 2^{2}=4} ist, schreibt man {\displaystyle (\pm 2)^{2}=4}. Die Gleichung {\displaystyle x^{2}=4} hat daher die zwei reellen Zahlen {\displaystyle x_{1}=2} und {\displaystyle x_{2}=-2} als Lösung. Als Kurzschreibweise schreibt man dafür {\displaystyle x_{1/2}=\pm {\sqrt {4}}=\pm 2}.

### Chemie
In der Chemie – besonders in der Stereochemie – wird das Plusminuszeichen als Präfix zur Kennzeichnung von Racematen genutzt, das sind 1:1-Gemische von zwei Enantiomeren, von denen eines die Ebene polarisierten Lichts im Polarimeter nach rechts und das andere nach links dreht.

### Physik
In der Physik und verwandten Wissenschaften (z. B. Astronomie) dient das Plusminuszeichen zur Angabe von Unsicherheiten, etwa bei Messergebnissen und anderen Größenangaben. Angegeben ist dabei meist die Standardabweichung. Damit ist dann je nach Zusammenhang ausgesagt, dass 68 % aller gemessenen Werte in dem angegebenen Intervall liegen, oder dass der genannte Wert für die genannte Größe mit einer Wahrscheinlichkeit von 68 % in dem angegebenen Intervall (dem Vertrauensbereich) liegt.

### Schach
Beim Kommentieren einer Schachpartie bezeichnen beide Zeichen eine Stellungsbewertung:
±: Weiß steht deutlich besser
∓: Schwarz steht deutlich besser

### Darstellung der 0 in Listen
In Listen, Tabellen und Skalenbeschriftungen, in denen auch die positiven Zahlen mit Vorzeichen geschrieben werden, wird die Null zwecks einheitlicher Darstellung manchmal als „±0“ dargestellt, also
… −2 −1 ±0 +1 +2 …

## Darstellung in Computersystemen
| Zeichen | Unicode  | Unicode            | Bezeichnung      | HTML        | HTML    | HTML     | LaTeX |
| Zeichen | Position | Bezeichnung        | Bezeichnung      | hexadezimal | dezimal | benannt  | LaTeX |
| ------- | -------- | ------------------ | ---------------- | ----------- | ------- | -------- | ----- |
| ±       | U+00B1   | plus-minus sign    | Plusminuszeichen | &#x00B1;    | &#0177; | &plusmn; | \pm   |
| ∓       | U+2213   | minus-or-plus sign | Minuspluszeichen | &#x2213;    | &#8723; |          | \mp   |

Im ASCII-Zeichensatz aus dem Jahr 1963 ist das Plusminuszeichen nicht enthalten, weshalb viele ältere Computersysteme es nicht darstellen konnten. Allerdings war es bereits in der ASCII-Erweiterung ISO 8859-1 (auch als Latin-1 bekannt) von 1986 enthalten. Fast alle modernen Computer verwenden den im Jahr 1991 eingeführten Unicode-Standard und können daher beide Zeichen problemlos verarbeiten und darstellen.
Unter Microsoft Windows erhält man das Plusminuszeichen mit den Tastenkombinationen  Alt+241 und Alt+0177. Unter macOS erhält man das Plusminuszeichen mit der Tastenkombination ⌥++. Auf Unix-Systemen (wie z. B. Linux) lässt sich das Plusminuszeichen häufig durch Drücken der Compose-Taste gefolgt von +, gefolgt von - erzeugen. Unter KDE Plasma 6 und seinen Vorgängern ist das Zeichen ± mit der Tastenkombination Alt Gr+⇧+9 auch ohne definierte Compose-Taste zu setzen.